# Telepass
 (avril 2023).
La mise en forme du texte ne suit pas les recommandations de Wikipédia : il faut le « wikifier ».
Les points d'amélioration suivants sont les cas les plus fréquents. Le détail des points à revoir est peut-être précisé sur la page de discussion.
- Les titres sont pré-formatés par le logiciel. Ils ne sont ni en capitales, ni en gras.
- Le texte ne doit pas être écrit en capitales (les noms de famille non plus), ni en gras, ni en italique, ni en « petit »…
- Le gras n'est utilisé que pour surligner le titre de l'article dans l'introduction, une seule fois.
- L'italique est rarement utilisé : mots en langue étrangère, titres d'œuvres, noms de bateaux, etc.
- Les citations ne sont pas en italique mais en corps de texte normal. Elles sont entourées par des guillemets français : « et ».
- Les listes à puces sont à éviter, des paragraphes rédigés étant largement préférés. Les tableaux sont à réserver à la présentation de données structurées (résultats, etc.).
- Les appels de note de bas de page (petits chiffres en exposant, introduits par l'outil «  Source ») sont à placer entre la fin de phrase et le point final[comme ça].
- Les liens internes (vers d'autres articles de Wikipédia) sont à choisir avec parcimonie. Créez des liens vers des articles approfondissant le sujet. Les termes génériques sans rapport avec le sujet sont à éviter, ainsi que les répétitions de liens vers un même terme.
- Les liens externes sont à placer uniquement dans une section « Liens externes », à la fin de l'article. Ces liens sont à choisir avec parcimonie suivant les règles définies. Si un lien sert de source à l'article, son insertion dans le texte est à faire par les notes de bas de page.
- La présentation des références doit suivre les conventions bibliographiques. Il est recommandé d'utiliser les modèles {{Ouvrage}}, {{Chapitre}}, {{Article}}, {{Lien web}} et/ou {{Bibliographie}}. Le mode d'édition visuel peut mettre en forme automatiquement les références.
- Insérer une infobox (cadre d'informations à droite) n'est pas obligatoire pour parachever la mise en page.

Pour une aide détaillée, merci de consulter Aide:Wikification.
Si vous pensez que ces points ont été résolus, vous pouvez retirer ce bandeau et améliorer la mise en forme d'un autre article.

Logo Télépass de 2021

Logo Telepass utilisé de 2003 à 2021

Telepass est une marque déposée de la société Telepass S.p.A.. C'est le premier système électronique de télépéage au monde, conçu et utilisé en Italie depuis 1989 par la société Autostrade SpA sur les 3.256 km d'autoroutes en Italie et vite adopté par les autres sociétés concessionnaires italiennes.

## Histoire
C'est en 1959 que le prix Nobel d'économie William Vickrey a conçu et proposé un système de péage électronique pour Washington Metropolitan Area. Chaque voiture aurait dû être équipée d'un transpondeur. Dans les années 1960/70, le péage à flux libre a été testé avec des transpondeurs fixes sous les véhicules et des lecteurs placés sous la surface de l'autoroute. Au vu du coût d'installation et des défauts de fonctionnement lors des tests, le projet a été abandonné.

Panneau indicateur des voies réservées aux abonnés Telepass en Italie

C'est grâce à la société publique italienne Autostrade SpA, filiale de la holding publique Istituto per la Ricostruzione Industriale - IRI gestionnaire des 3.256 km d'autoroutes publiques de la péninsule que le système Telepass a été inventé. L'Italie a été le premier pays au monde à déployer un ETC (système de péage électronique - télépéage) complet sur toutes les autoroutes à l'échelle nationale en 1989, le Telepass, nom de la marque de l'ETC, propriété d'Autostrade SpA, maintenant Autostrade per l'Italia. Ce système a été conçu par les Dr Ing. Pierluigi Ceseri et Mario Alvisi. Il opère une connexion opérationnelle, en temps réel, entre le véhicule et l'application via des caméras interconnectées avec le PRA - Registre public italien des automobiles via un réseau de plus de 3.500 Km de fibres optiques. Telepass a introduit le concept d'interopérabilité ETC car il a interconnecté les 24 concessionnaires différents italiens d'autoroutes permettant aux utilisateurs de voyager entre les différents réseaux mais de ne payer qu'à la sortie de l'autoroute, à la fin du trajet. Le Dr Ing. Mario Alvisi est considéré comme le père de l'ETC sur les autoroutes parce qu'il a non seulement co-conçu le Telepass qui est devenu le premier système ETC d'exploitation normalisé au monde et adopté comme norme européenne en 1996, mais il est intervenu en tant que consultant référent pour le déploiement de l'ETC dans de nombreux pays comme le Japon, les États-Unis, le Brésil. Au Japon, seul le système ETC a été installé en 2001 sur toutes les autoroutes avec accès contrôlé. En 2019, 92 % des conducteurs utilisaient l'ETC.
Le premier prototype a été développé entre le 20 décembre 1986 et le 17 avril 1987, un temps record, par trois jeunes concepteurs, un ingénieur hardware et deux ingénieurs software, salariés de Sixcom SpA, une société du groupe Olivetti. La présentation du système s'est déroulée en présence des directeurs des sociétés Autostrade et Olivetti.
Le prototype Telepass avait une forme rectangulaire et permettait également d'effectuer les paiements dans les aires de service Autogrill des autoroutes. L'actuel est basé sur la technologie des transpondeurs.

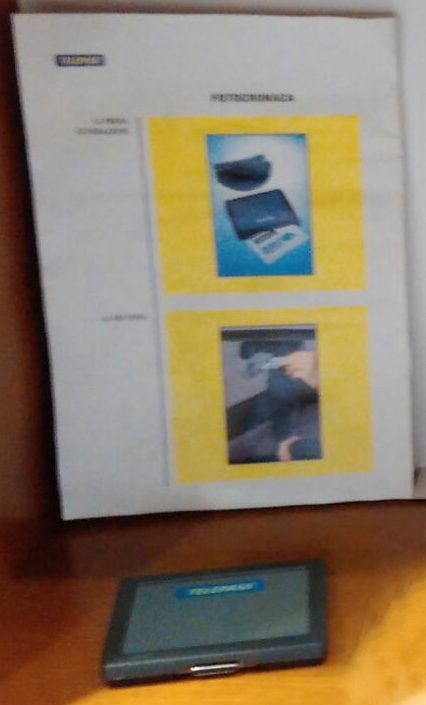
Prototype du badge Telepass
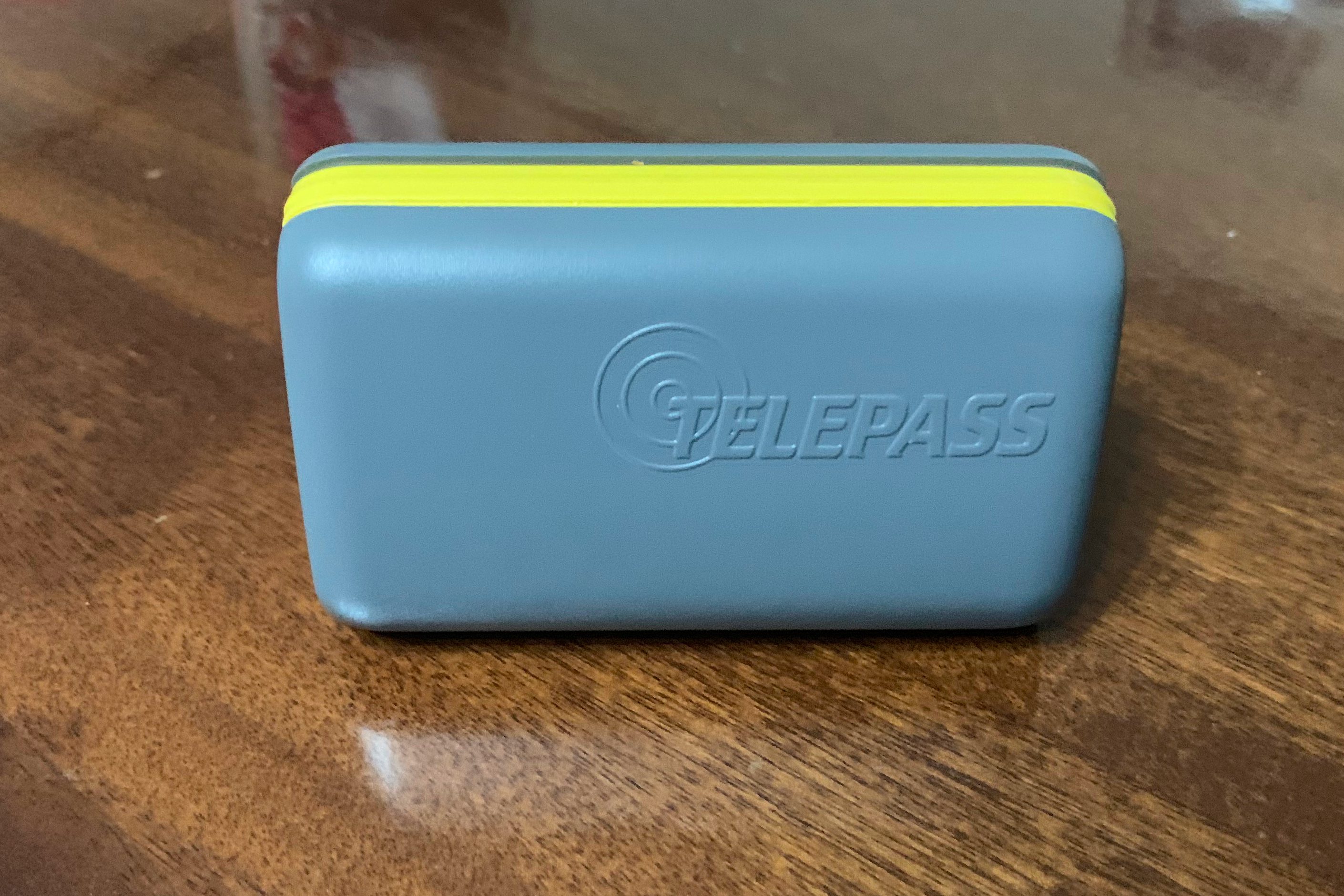
Badge Telepass en service jusqu'en 2019
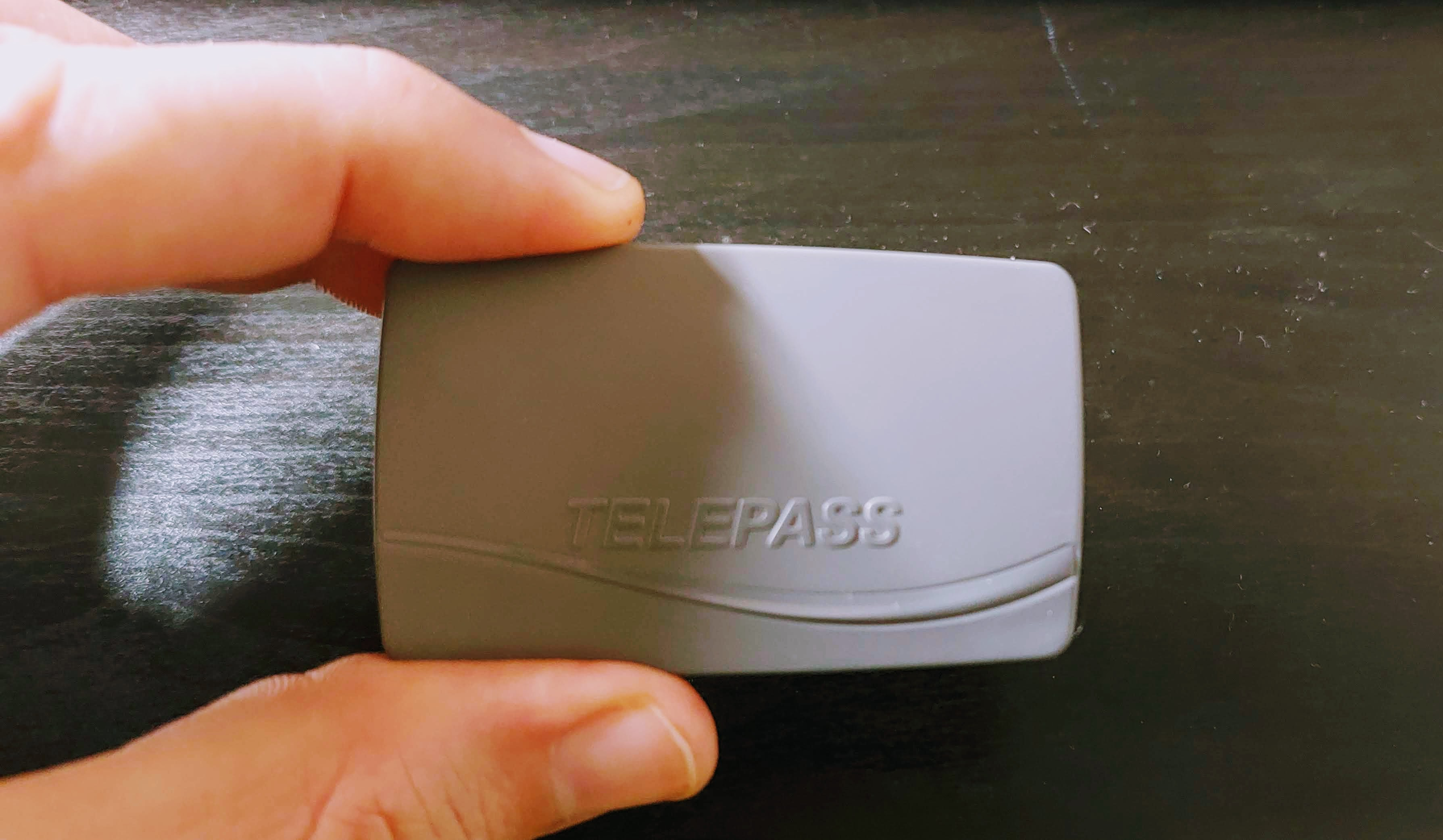
Mini badge slim Telepass actuel

### Les débuts
Pour effectuer les tests de fonctionnement à grande échelle, un premier tronçon de 12 km de l'Autoroute du Soleil - A1 entre Calenzano - Sesto Fiorentino et Florence Nord a été équipé à titre expérimental. Il a ensuite très vite été installé sur toute l'autoroute A1 aux péages des principales villes italiennes comme Milan, Rome et Naples à l'occasion de la Coupe du monde de football 1990 puis, dès 1991 à toutes les sorties du réseau autoroutier national à péage. Dans un premier temps réservé aux véhicules automobiles et poids lourds, il a été étendu aux motos.
Selon les données d'avril 2016 , il y avait plus de 8 millions de badges Telepass en circulation en Italie, effectuant environ 2 millions de transits par jour. Depuis son ouverture en 1999, le Telepass permet de payer le péage du Tunnel de Zovo de 4,7 km sur la route SP 134 entre Schio et Valdagno, en Vénétie, pour éviter le col, les parkings des aéroports de Naples Capodichino, Milan Malpensa, Milan Linate, Pise, Turin Caselle, Rome Fiumicino, Bologne et Catane, la Foire de Bologne, l'hôpital Dell'Angelo à Mestre et les ZTL de Milan. De très nombreux parkings payants dans les villes italiennes acceptent le Telepass, pour les parkings enterrés comme le stationnement en voirie.
Depuis 2015, il est possible d'utiliser le Telepass également pour acheter et retirer simultanément des billets pour les ferrys Caronte & Tourist assurant la traversée du détroit de Messine entre Messine et Villa San Giovanni via des voies réservées sans passer par la billetterie,,,.
Le Telepass européen pour les poids lourds est opérationnel depuis 2016,. Initialement actif uniquement en Italie, France, Espagne, Portugal et Belgique,, depuis 2022, il est aussi opérationnel en Pologne, Autriche, Allemagne, Danemark, Suède, Norvège, Hongrie, Suisse et  Bulgarie, pour les parkings en Italie, en France et en Espagne et pour le convoyage sur le détroit de Messine.

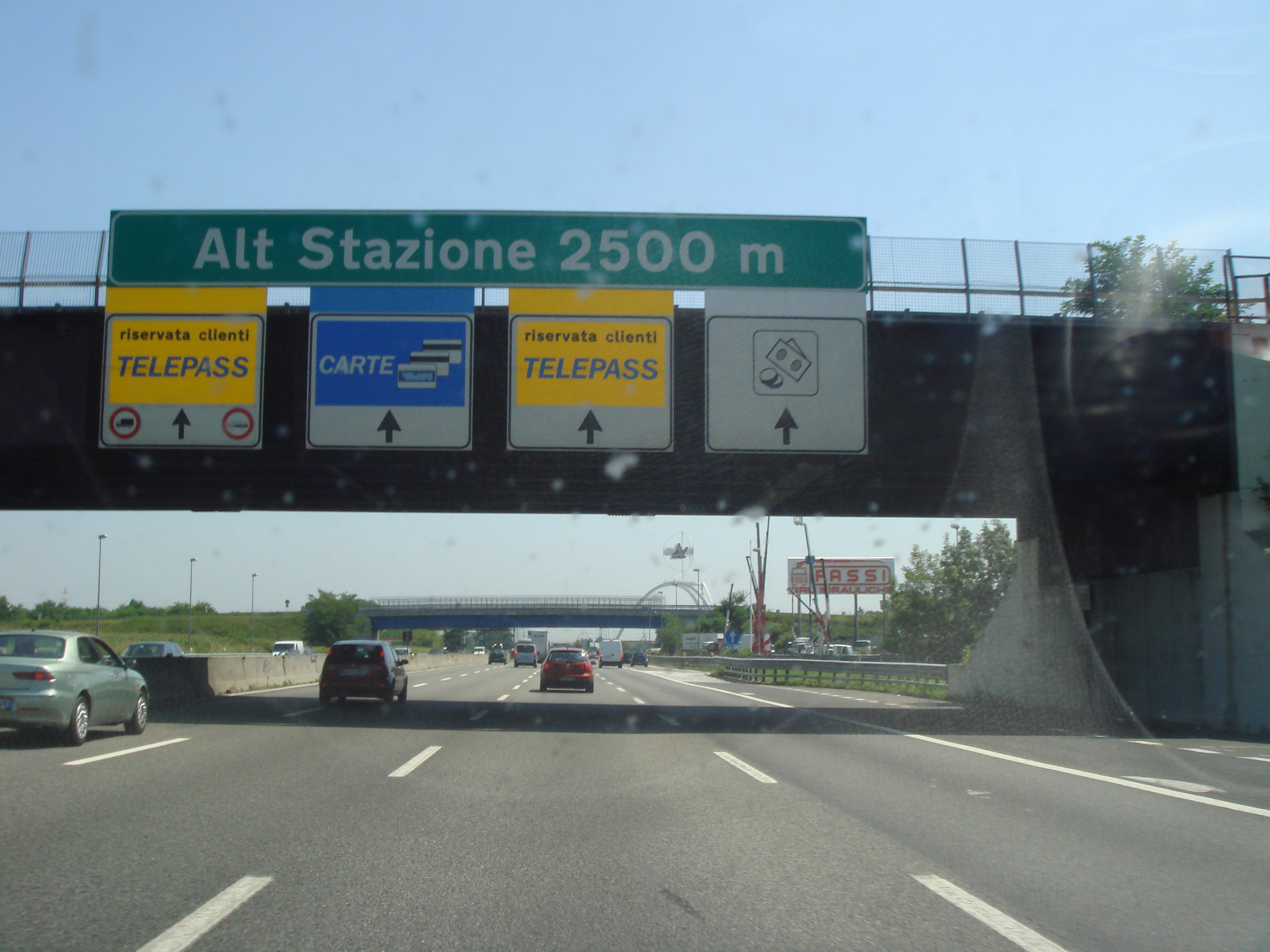
Annonce de la barrière de péage (voies Telepass et Viacard) fin de l'autoroute des Lacs A8 à Varese

Le Telepass européen pour les voitures est opérationnel depuis 2018. Actif en Italie, en France, en Espagne et au Portugal ainsi que dans les parkings des principales villes, de Paris à Barcelone et Madrid,,,.

### Protection de l'environnement
Une étude menée par l'Université Ca' Foscari de Venise a établi que le télépéage sur les autoroutes avait réduit la consommation de carburant des véhicules de plusieurs millions de litres et les émissions polluantes qui en résultent, puisque les délais de retrait et de paiement du ticket sont réduits en supprimant les files d'attente au péage.
Les chercheurs de l'université ont choisi, pour leur étude, le tronçon de l'autoroute Serenissima A4 entre Brescia et Padoue, le tronçon le plus fréquenté d'Europe avec, en 2018, 48 millions de véhicules soit une moyenne de 131.500 véhicules par jour avec une forte proportion de poids lourds.
Ils ont tenu compte d'une multitude de paramètres : type de véhicule, carburant, cylindrée, classement Euro, temps d'arrêt au péage selon la période de l'année et l'heure de transit. Le résultat est frappant : en 2019, le télépéage a permis d'éviter de dégager dans l'atmosphère :
- 9,0 tonnes de monoxyde de carbone (CO),
- 3.350 tonnes d’anhydride carbonique (CO2),
- 0,1 t. de protoxyde d'azote (N2O),
- 1,9 t. d'ammoniaque (NH3),
- 1,5 t. de composés organiques volatils (VOC),
- 16,0 t. d'oxyde d'azote (NOx)
- et 0,3 t. de particules fines (PM2.5).

En reprenant ces données sur le trajet de Milan à Rome, avec 35.000 transits quotidiens, la consommation de 1,5 million de litres de carburant serait économisée.
Actuellement, plus de la moitié des automobilistes italiens utilisent le Telepass.

## La société Telepas S.p.A.
Telepass SpA est une entreprise italienne qui opère dans le secteur des services de mobilité basés sur des applications dans les zones urbaines et suburbaines. Le Groupe Telepass s'est développé depuis 2017 pour créer un écosystème de services offrant aux particuliers et aux entreprises un nombre croissant d'options pour une mobilité intégrée flexible, sécurisée et durable.
Elle est également connue comme une société active dans la gestion, la commercialisation et la perception de systèmes de paiement automatique de péages autoroutiers Telepass et Viacard, basés sur le système OBU (On Board Unit).
Telepass a introduit le concept d'interopérabilité du système de péage électronique, car il interconnectait, dès 1990, les 24 opérateurs autoroutiers italiens différents permettant aux utilisateurs de voyager entre les différents tronçons en concession et de ne payer qu'à la fin du voyage. Le Dr ing. Mario Alvisi est considéré comme le père de système de péage électronique dans les autoroutes parce qu'il a conçu le premier système normalisé d'exploitation de péage électronique dans le monde, devenu une norme européenne en 1996 et agissant comme consultant pour le déploiement de système de péage électronique dans de nombreux pays dont le Japon, les États-Unis, le Brésil, etc...

### Histoire
La société Telepass SpA a été créée le 7 octobre 2008, par le transfert des activités de péage autoroutier de la société Autostrade per l'Italia qui, à travers sa filiale Autostrade Tech SpA la contrôlait à 100 %.
Jusqu'au 16 février 2011, la société gérait Telepass Mobile, un opérateur de téléphonie mobile (ESP MVNO) spécialisé sur les services liés aux utilisateurs du Telepass en s'appuyant sur le réseau italien Wind. Après cette date, les clients qui ont maintenu leur contrat sont devenus des clients de l'opérateur italien Wind.
De 2006 à 2015, l'offre s'est élargie pour inclure d'autres services tels que le paiement du stationnement, des ZTL, les lignes bleues et les ferrys, les taxis et les billets de train.
En fin d'année 2016, dans le cadre du plan de réorganisation de la société mère Atlantia SpA, l'opération d'achat interentreprises de la participation dans Telepass SpA a été finalisée. Atlantia devenue Mundys SpA détient désormais 100% du capital.
Telepass Pay a été développé en décembre 2016, un circuit de paiement de tous les services liés à la mobilité personnelle, qui est inscrit au registre des intermédiaires de monnaie électronique depuis juin 2017. Le Groupe Telepass est né en 2017.
En 2021, Mundys a ouvert le capital de Telepass SpA et a cédé 49% de sa participation au gestionnaire mondial de capital-investissement Partners Group, pour le compte de ses propres fonds de gestion.
En avril 2018, la plateforme d'assurance mobilité a été lancée. À la fin de cette même année, les services de paiement des forfaits de ski ont été activés.
Début 2019, les premiers partenariats ont été activés avec les opérateurs spécialisés pour payer la location des trottinettes électriques, vélos et scooters électriques avec Telepass Pay.
Depuis janvier 2022, les bornes de recharge électrique de la société italienne Duferco Energia, distributeur d'énergies renouvelables, acceptent le paiement avec Telepass Pay.
En janvier 2023, le groupe Telepas qui compte dans sa clientèle plus de 90.000 entreprises de transport en Europe, a lancé Telepass SAT, destiné aux monde des transports et devient une aide à la conduite en 11 langues. Il permet aussi un suivi par le réseau satellite K1.

### Le groupe Telepass
Le groupe Telepass est composé des sociétés suivantes :
- Telepass SpA (100 %) - Système de télépéage autoroutier étendu aux services liés à la mobilité des personnes, pour les particuliers et les entreprises, dans toute l'Europe.
- Telepass Broker (100 %) - Service en ligne qui propose une assurance mobilité avec un panel varié de garanties et de services. Les formules, instantanées ou sur abonnement, sont sans engagement de durée et toutes facturées sur le compte Telepass.
- Telepass Assicura (100 %) - Agence d'assurance du groupe Telepass, adaptée aux besoins du client avec la possibilité de souscrire un contrat automobile directement avec un smartphone par une application ou depuis le site Web avec le choix entre un règlement mensuel ou annuel.
- Urbi (70 %) - Agrégateur de services Urban Mobility qui permet de trouver la meilleure solution de déplacement lorsqu'en ville. Un service pour choisir entre voiture, scooter, covoiturage, vélo en libre-service, taxi ou transports en commun.
- Infoblu (100 %) - Principal opérateur italien du secteur de l’info-mobilité, informations sur l'état du trafic sur plus de 100.000 km de routes, y compris les zones métropolitaines importantes.
- Wash Out (69,97 %) - Leader du lavage de voiture mobile en Italie, Wash Out propose aux entreprises et aux particuliers des services de lavage et d'entretien de la voiture à l'aide d'outils et de plateformes innovants et de produits éco-durables.
- KMaster (100 %) - Plate-forme de gestion de toute flotte de véhicules d'entreprise. Avec la possibilité de surveiller tous les véhicules, de communiquer avec chaque conducteur, d'estimer les coûts de transport et de coordonner l'assistance à distance, à l'aide d'une application.
- Eurotoll (100 %) [20] Leader français du télépéage des poids lourds.

### Actionnaires
- Mundys S.p.A. (51%)
- Partners Group (49%) depuis le 14 avril 2021.

Source : site telepass.it